# Grassau (Bismark)
Grassau ist eine Ortschaft und ein Ortsteil der Stadt Bismark (Altmark) im Landkreis Stendal in Sachsen-Anhalt.

## Geographie
Grassau, ein Straßendorf mit Kirche, liegt etwa 13 Kilometer südöstlich der Kreisstadt Stendal. Das Gelände um Grassau ist leicht hügelig und weist im Nordwesten größere Waldgebiete auf. Westlich des Dorfes, noch in der Gemarkung Grassau, liegt am Kirchweg nach Friedrichshof das Waldgebiet Finshou.
Nachbarorte sind Friedrichsfleiß und Friedrichshof im Westen, Schartau im Nordosten, Schinne im Südosten, Grünenwulsch im Süden, sowie Bülitz im Südwesten.

### Ortschaftsgliederung
Zur Ortschaft Grassau gehören die Ortsteile Grassau und Bülitz und Grünenwulsch.

### Klima
In Grassau herrscht gemäßigtes Klima. Dieses wird von Osten vom Kontinentalklima und vom Westen vom atlantischen Seeklima beeinflusst.
Der durchschnittliche jährliche Niederschlag für Grassau liegt bei 671 mm.
Trockenster Monat ist der April mit einer Niederschlagsmenge von 41 mm, wohingegen der meiste Niederschlag im Juli mit durchschnittlich 78 mm fällt.
Die Jahresdurchschnittstemperatur liegt bei 10,3 °C.
Der statistisch wärmste Monat ist der Juli mit durchschnittlichen 19,6 °C.
Der Monat Januar, als kältester Monat im Jahr, weist eine Durchschnittstemperatur von 1,4 °C auf.
|                        | Jan  | Feb  | Mär | Apr  | Mai  | Jun  | Jul  | Aug  | Sep  | Okt  | Nov | Dez |   |      |
| Mittl. Temperatur (°C) | 1,4  | 2    | 4,9 | 9,8  | 14,3 | 17,5 | 19,6 | 19,1 | 15,4 | 10,7 | 5,9 | 2,8 | ⌀ | 10,3 |
| Mittl. Tagesmax. (°C)  | 3,5  | 4,9  | 8,6 | 14,3 | 18,7 | 21,7 | 23,8 | 23,2 | 19,3 | 13,8 | 8,2 | 4,7 | ⌀ | 13,8 |
| Mittl. Tagesmin. (°C)  | −0,8 | −0,6 | 1,4 | 5    | 9,5  | 12,9 | 15,2 | 14,9 | 11,7 | 7,8  | 3,7 | 0,8 | ⌀ | 6,8  |
|                        |      |      |     |      |      |      |      |      |      |      |     |     |   |      |
| Niederschlag (mm)      | 57   | 42   | 51  | 41   | 57   | 62   | 78   | 68   | 58   | 51   | 51  | 55  | Σ | 671  |
|                        |      |      |     |      |      |      |      |      |      |      |     |     |   |      |
| Sonnenstunden (h/d)    | 3,0  | 4,0  | 5,0 | 8,0  | 10,0 | 11,0 | 11,0 | 10,0 | 7,0  | 5,0  | 3,0 | 3,0 | ⌀ | 6,7  |
|                        |      |      |     |      |      |      |      |      |      |      |     |     |   |      |
| Luftfeuchtigkeit (%)   | 83   | 80   | 75  | 67   | 65   | 64   | 65   | 67   | 72   | 79   | 85  | 84  | ⌀ | 73,8 |

| −0,8 |

| −0,6 |

| 1,4 |

| 5 |

| 9,5 |

| 12,9 |

| 15,2 |

| 14,9 |

| 11,7 |

| 7,8 |

| 3,7 |

| 0,8 |

| −0,8 |

| −0,6 |

| 1,4 |

| 5 |

| 9,5 |

| 12,9 |

| 15,2 |

| 14,9 |

| 11,7 |

| 7,8 |

| 3,7 |

| 0,8 |

## Geschichte

### Mittelalter bis Neuzeit
Es wird angenommen, dass Grassau eine wendische Siedlung war, die als Rundling angelegt und nach Osten erweitert wurde.
Im Jahr 1238 wurde der Ort als iuxta Grassowe erstmals urkundlich erwähnt, als Graf Siegfried von Osterburg Dörfer und Besitz in der Altmark, mit denen er vorher vom St. Ludgerikloster Helmstedt belehnt worden war, dem Abt Gerhard von Werden und Helmstedt überschrieb. Im Landbuch der Mark Brandenburg von 1375 wird das Dorf als Grassow und Grazzowe aufgeführt. Es umfasste 27½ Hufen und eine Pfarrhufe. Weitere Nennungen sind 1430 gratczow, 1479 In dem dorpe Gratzow, 1516 gratzow, 1687 Grassaw und 1804 Grassau, ein Dorf mit drei Leinewebern, einer Schmiede und zwei Windmühlen.
Der Dreißigjährige Krieg brachte dem Dorf Plünderung, Not und die Pest. Die Familie von Jeetze hatte in Grassau bis 1723 Besitzungen, die sie an die Bauern verkaufte. Bereits 1649 gab es eine Schule, 1962 wurde der Schulunterricht eingestellt. Eine Windmühle stand nordwestlich des Dorfes am Weg nach Dobberkau. 1884 versetzte der Müller sie in den  Südosten an den Darnewitzer Weg. Die andere Windmühle stand im Süden am Weg nach Grünenwulsch.
An einem Fachwerkhaus von 1840 ist folgender Spruch angebracht.

„Ich baue nicht aus Übermut, — Wie mancher Mensch wohl denken tut. — Das alte ist mir abgebrannt. — Das ist wohl jedem nicht bekannt. — Das Bauen hier in dieser Welt — Kost Arbeit, Mühe und viel Geld. — Das Bauen in des Himmels Zelt — Kost frommes Leben auf der Welt.“

Im Jahr 1921 wurde die Kleinbahnlinie Stendal-Grassau der Stendaler Kleinbahn eröffnet, landläufig „Rübenbahn“ genannt. Bereits 1951 wurde der Bahnhof in Grassau stillgelegt, die Bahnstrecke Peulingen–Bismark abgebaut und ein Busverkahr nach Stendal eingerichtet.

### Landwirtschaft
Bei der Bodenreform wurden 1945 ermittelt: 46 Besitzungen unter 100 Hektar hatten zusammen 762 Hektar, eine Kirchenbesitzung hatte 31 Hektar Land. Im Jahr 1954 entstand die erste Landwirtschaftliche Produktionsgenossenschaft, die LPG Typ III „Tag des Friedens“. 1960 entstanden zwei LPGs vom Typ I „Frohe Zukunft“ und „Einigkeit“. 1973 wurde die LPG vom Typ I an die vom Typ III angeschlossen.

### Archäologie

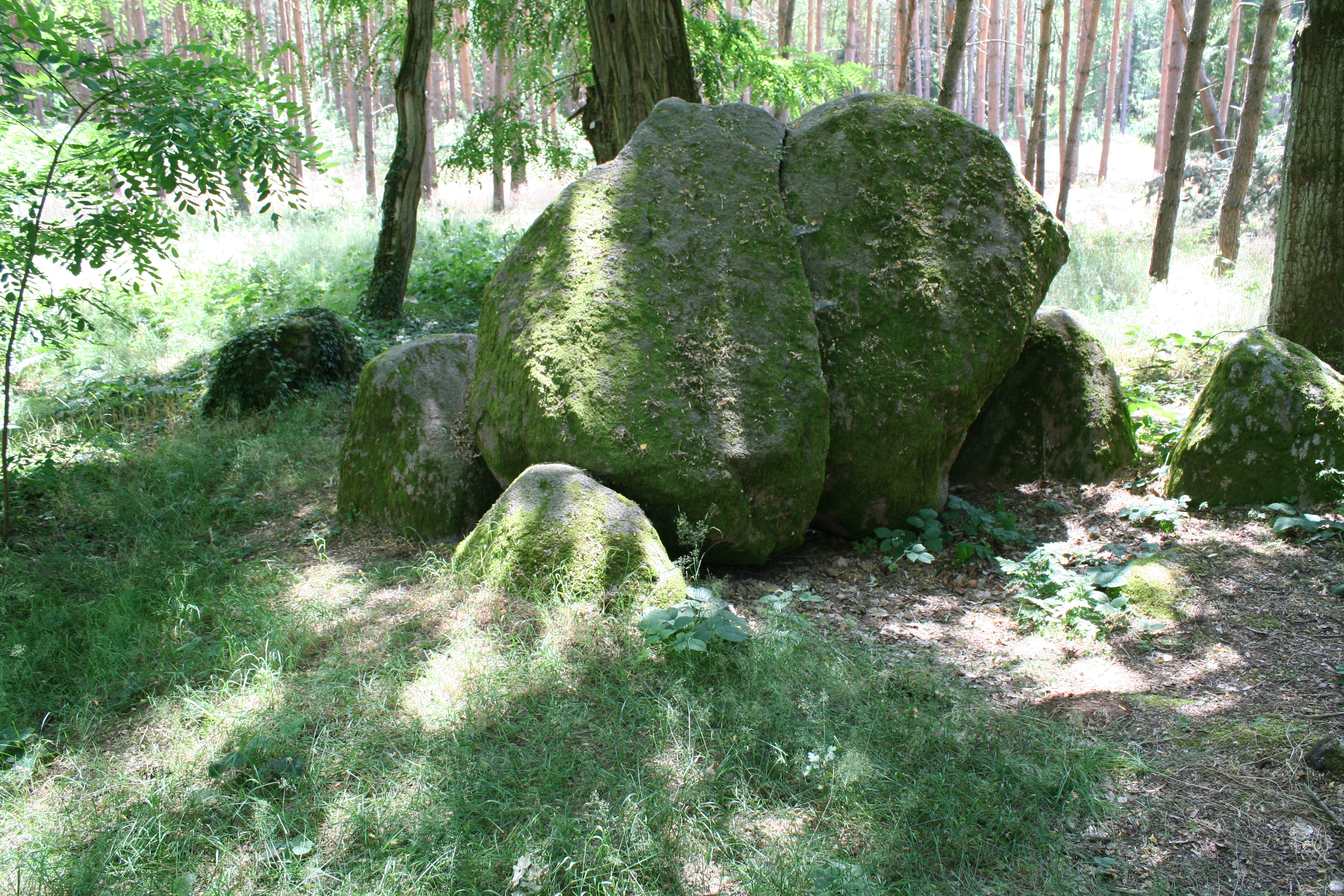
Das Großsteingrab Hohenwulsch-Friedrichsfleiß

Das jungsteinzeitliche Großsteingrab Hohenwulsch-Friedrichsfleiß liegt 2 Kilometer westlich des Dorfes in der Gemarkung Grassau.
Die nördlich des Dorfes gelegenen Großsteingräber bei Grassau wurden im 19. Jahrhundert zerstört, deren Reste sind heute als Bodendenkmale geschützt.
1931 wurde eine dunkelgrün berostete bronzezeitliche Hohlaxt aus Grassau beschrieben, die als Einzelfund auf dem sogenannten Wendenkirchhofe bei Grassau aufgelesen worden war. Die 1940 im Altmärkischen Museum aufbewahrten Funde aus Grassau wurden am 8. April 1945 durch einen Bombentreffer auf den Kreuzgang des Domes in Stendal zerstört.
1947 wurden bronzezeitliche Gefäße in einer Sandgrube gefunden und an die Schulsammlung Grassau übergeben.

### Herkunft des Ortsnamens
Heinrich Sültmann vermutete der Name 1238 grassowe, 1375 grossowe, 1516 gratzow, 1540 grossow, sei abzuleiten vom slawischen Wort „grussa“ für „Birnbaum“, also „Birnbaumort“.
Aleksander Brückner leitet den Namen analog vom altslawischen „gruša“ für „Pirus“, also „Birne“ ab.

### Wüstungen
Westlich von Grassau beim heutigen Waldgebiet Finshou liegt die Wüstung Vinzkow, auch Finschaf oder Vinschau genannt.
Östlich von Grassau liegt die Flur Klinkow, die möglicherweise zur südöstlich gelegenen Wüsten Feldmark Klinkow gehörte.

### Eingemeindungen
Ursprünglich gehörte das Dorf zum Stendalischen Kreis der Mark Brandenburg in der Altmark. Zwischen 1807 und 1813 lag der Ort im Kanton Schinne im Distrikt Stendal auf dem Territorium des napoleonischen Königreichs Westphalen. Ab 1816 gehörte die Gemeinde zum Landkreis Stendal.
Grassau wurde am 25. Juli 1952 dem Kreis Stendal zugeordnet. Am 1. Juli 1973 wurde die Gemeinde Grünenwulsch mit ihrem Ortsteil Bülitz nach Grassau eingemeindet. Davor war Bülitz am 1. Januar 1957 oder erst 1961 nach Grünenwulsch eingemeindet worden. Am 1. Juli 1994 kam Grünenwulsch zum heutigen Landkreis Stendal.
Bis zum 31. Dezember 2009 war Grassau eine selbstständige Gemeinde mit den zugehörigen Ortsteilen Bülitz und Grünenwulsch.
Der Gemeinderat der Gemeinde Grassau beschloss am 25. Juni 2009 die Zustimmung zu einem Gebietsänderungsvertrag, wodurch ihre Gemeinde aufgelöst und Teil einer neuen Einheitsgemeinde mit dem Namen Stadt Bismark (Altmark) wurde. Dieser Vertrag wurde vom Landkreis als unterer Kommunalaufsichtsbehörde genehmigt und trat am 1. Januar 2010 in Kraft.
In der eingeflossenen Gemeinde und nunmehrigen Ortschaft Grassau wurde ein Ortschaftsrat mit fünf Mitgliedern einschließlich Ortsbürgermeister gebildet.

### Einwohnerentwicklung

#### Gemeinde
| Jahr | Einwohner |
| ---- | --------- |
| 1734 | 155       |
| 1772 | 166       |
| 1790 | 179       |
| 1798 | 167       |
| 1801 | 192       |
| 1818 | 204       |
| 1840 | 240       |
| 1864 | 333       |
| 1871 | 312       |

| Jahr | Einwohner |
| ---- | --------- |
| 1885 | 303       |
| 1892 | [0]305    |
| 1895 | 304       |
| 1900 | [0]338    |
| 1905 | 344       |
| 1910 | [0]338    |
| 1925 | 310       |
| 1939 | 307       |
| 1946 | 512       |

| Jahr | Einwohner |
| ---- | --------- |
| 1964 | 288       |
| 1971 | 256       |
| 1981 | 355       |
| 1985 | [00]339   |
| 1990 | [00]290   |
| 1993 | 293       |
| 1995 | [00]295   |
| 1998 | [00]301   |
| 2000 | [00]316   |

| Jahr | Einwohner |
| ---- | --------- |
| 2001 | [00]314   |
| 2002 | [00]311   |
| 2003 | [00]297   |
| 2004 | [00]287   |
| 2005 | [00]287   |
| 2006 | [00]288   |
| 2007 | [00]273   |
| 2008 | [00]260   |
| 2009 | [00]297   |

Quelle, wenn nicht angegeben, bis 1993:

#### Dorf/Ortsteil
| Jahr | Einwohner |
| ---- | --------- |
| 2000 | [00]185   |
| 2004 | [00]166   |
| 2010 | [00]163   |
| 2018 | [00]126   |
| 2020 | [00]134   |

| Jahr | Einwohner |
| ---- | --------- |
| 2021 | [00]134   |
| 2022 | [0]119    |
| 2023 | [0]128    |

## Religion
- Die evangelische Kirchengemeinde Grassau, die früher zur Pfarrei Grassau bei Kläden gehörte,[30] wird heute betreut vom Pfarrbereich Kläden im Kirchenkreis Stendal im Bischofssprengel Magdeburg der Evangelischen Kirche in Mitteldeutschland.[31]
- Die ältesten überlieferten Kirchenbücher für Grassau stammen aus dem Jahre 1644.[32]
- Die katholischen Christen gehören zur Pfarrei St. Anna in Stendal im Dekanat Stendal im Bistum Magdeburg.[33]

## Politik

### Ortsbürgermeister
Ortsbürgermeister der Ortschaft Grassau ist Dieter Klapötke. Er war auch letzter Bürgermeister der Gemeinde Grassau.

### Ortschaftsrat
Die Ortschaftsratswahl am 9. Juni 2024 ergab das folgende Ergebnis (in Klammern die Ergebnisse von 2019):
- 3 Sitze „Wählergemeinschaft Bürgervereinigung Grassau“ (4 Sitze)
- 1 Sitz Einzelbewerberin Schieke
- 1 Sitz Einzelbewerber Schulze

Zwei Ortschaftsräte sind Frauen.
Von 182 Wahlberechtigten hatten 147 ihre Stimme abgegeben, die Wahlbeteiligung betrug damit 80,77 Prozent.

## Kultur und Sehenswürdigkeiten
- Die evangelische Dorfkirche Grassau (Bismark) ist ein romanischer Feldsteinbau aus der zweiten Hälfte des 12. Jahrhunderts.[37]
- Die Kirche steht auf dem Ortsfriedhof, der mit einer Findlingsmauer umgeben ist.

## Wirtschaft und Infrastruktur
In Grassau sind kleine Handwerks-, Gewerbe- und Landwirtschaftsbetriebe ansässig.

### Verkehrsanbindung
Die Hauptverkehrsstraße von und nach Grassau ist die Landesstraße (L 30) über Kläden (Anschluss nach Stendal und Bismark (Altmark)) nach Vinzelberg an der Bundesstraße 188.
Es verkehren Linienbusse und Rufbusse von stendalbus.
Der nächstgelegene Bahnhof ist im Nachbarort Kläden (Bahnstrecke Stendal–Uelzen).

## Sage aus Grassau
Alfred Pohlmann überlieferte 1901 eine Schatzsage über „brennenendes Geld“ in Grassau. Die Magd eines Müllers in Grassau beobachtete abends unter dem größten und ältesten Apfelbaum ein leuchtendes Feuer, das von einem großen schwarzen zottigen Hund bewacht wurde. Sie berichtete das der Müllerin. Dieser beherzten Frau des Müllers gelang es dann, einen Teil des Schatzes zu heben, indem sie etwas vom Feuer in ihre Schürze raffte. Sie wurde vom Hund verfolgt und bedrängt, konnte sich aber ins Haus retten. Als sie die Schürze ausbreitete, rollten eine „große Menge Taler und Goldstücke“ heraus. Pohlmann spricht vom „Ulm“ alter Bäume, das im Dunkeln leuchten soll. Plattdeutsch „Olm“ steht für Holz, das anfängt in Fäulnis überzugehen. Also eine Art   Biolumineszenz an einem Apfelbaum.